# 瓦莱尔讷
瓦莱尔讷（法語：Valernes，法語發音：[valɛʁn]）是法国上普罗旺斯阿尔卑斯省的一个市镇，属于福卡尔基耶区。

## 地理
瓦莱尔讷（44°15'44"N, 5°57'29"E）面积28.49 平方千米，位于法国普罗旺斯-阿尔卑斯-蓝色海岸大区上普罗旺斯阿尔卑斯省，该省份为法国东南部内陆省份，北起上阿尔卑斯省，西接沃克吕兹省，西北接德龙省，南至瓦尔省，东临滨海阿尔卑斯省，东北部与意大利接壤。
与瓦莱尔讷接壤的市镇（或旧市镇、城区）包括：沙托福尔、昂特勒皮埃尔、尼布勒、圣热涅、锡斯特龙、沃梅伊、勒波厄。

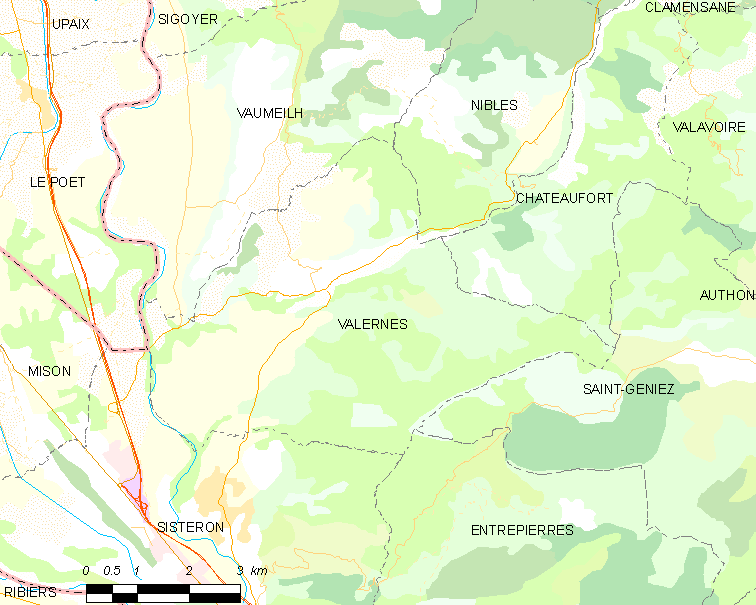
瓦莱尔讷的OSM定位图

瓦莱尔讷的时区为UTC+01:00、UTC+02:00（夏令时）。

## 行政
瓦莱尔讷的邮政编码为04200，INSEE市镇编码为04231。

## 政治
瓦莱尔讷所属的省级选区为塞讷县。

## 人口

1962-2008年间瓦莱尔讷人口变化图示

瓦莱尔讷于2022年1月1日时的人口数量为242人。